# Татяна Васич-Бозаджиева
Татяна Васич-Бозаджиева (на македонска литературна норма: Татјана-Васиќ-Бозаџиева) е видна юристка от Северна Македония, членка на Конституционния съд на страната.

## Биография
Родена е на 27 юли 1973 година в град Скопие, Федерална Югославия. Завършва Юридическия факултет на Скопския университет „Кирил и Методий“, където прави и магистратура в областта на гражданското право. В 2018 година полага правосъден изпит.
От октомври 1998 година до август 2001 година работи в Министерството на финансите в областта на обществените поръчки, международните финанси и реформата на публичната администрация. Ръководи Звеното за реформа на публичната администрация – междуведомствения орган, отговарящ за координирането на реформите в тази област. От август 2001 година до януари 2006 година работи в Министерството на правосъдието като държавен съветник по реформата в държавната администрация и началник на отдела за стратегическо планиране. От януари 2006 година до август 2007 година работи като национален експерт по имуществено-правни отношения и обучител в Проектното звено, отговарящо за изпълнението на проекта „Укрепване на институционалния капацитет на Държавната геодезическа служба в Македония 2005-2008 г.“ От август 2007 година до юли 2009 година работи в Агенцията по кадастър на недвижимите имоти като държавен съветник по правните въпроси и съветник на директора по стратегическото планиране. От юли 2009 година до октомври 2013 година работи в Държавната сметна палата, където е е първи главен секретар на тази институция от април 2011 година до юни 2013 година. От октомври 2013 година до юли 2019 година работи в Министерството на здравеопазването като държавен съветник. От юли 2019 година до септември 2020 година отново работи в Министерството на правосъдието като държавен съветник по евроинтеграциите. От септември 2020 година до януари 2022 година работи в Министерството на здравеопазването като специален съветник по правни въпроси. От 17 януари 2022 година до октомври 2022 година работи в Министерството на правосъдието като държавен съветник по гражданското законодателство.
На 8 октомври 2022 година по предложение на Социалдемократическия съюз на Македония Васич-Бозаджиева заедно с Фатмир Скендер е избрана за конституционен съдия.